# كلاوس غروت
كلاوس غروت (بالألمانية: Klaus Groth)‏ (و. 1819 – 1899 م) هو شاعر، وكاتب من ألمانيا . ولد في هايدة .
توفي في كيل.

## التعليم
تعلم في جامعة بون

## جوائز
حصل على جوائز منها:
- Schiller prize (1891).

## روابط خارجية
- كلاوس غروت على موقع الموسوعة البريطانية (الإنجليزية)
- كلاوس غروت على موقع ميوزك برينز (الإنجليزية)
- كلاوس غروت على موقع ديسكوغز (الإنجليزية)